# Penisola di Michajlov
La penisola di Michajlov (in russo Полуостров Михайлова, poluostrov Michajlova?)  è un promontorio che si trova nel mare di Kara sulla riva di Khariton Laptev nella parte occidentale della penisola del Tajmyr. Amministrativamente appartiene al  Tajmyrskij rajon del Territorio di Krasnojarsk, nel Circondario federale della Siberia. Fa parte della Riserva naturale del Grande Artico. A sud-ovest della penisola si trovano gli Isolotti di Minin.